# Journée internationale des femmes juges
La Journée internationale des femmes juges est une journée internationale qui se déroule annuellement le 10 mars. Cette journée a été choisie par l'Assemblée générale des Nations unies et annoncée le 28 avril 2021.

## Création
La création de la Journée internationale des femmes juges est une initiative de l'Association internationale des femmes juges (AIFJ) qui représente en 2021 quelque 6 500 magistrats dans une centaine de pays,. 

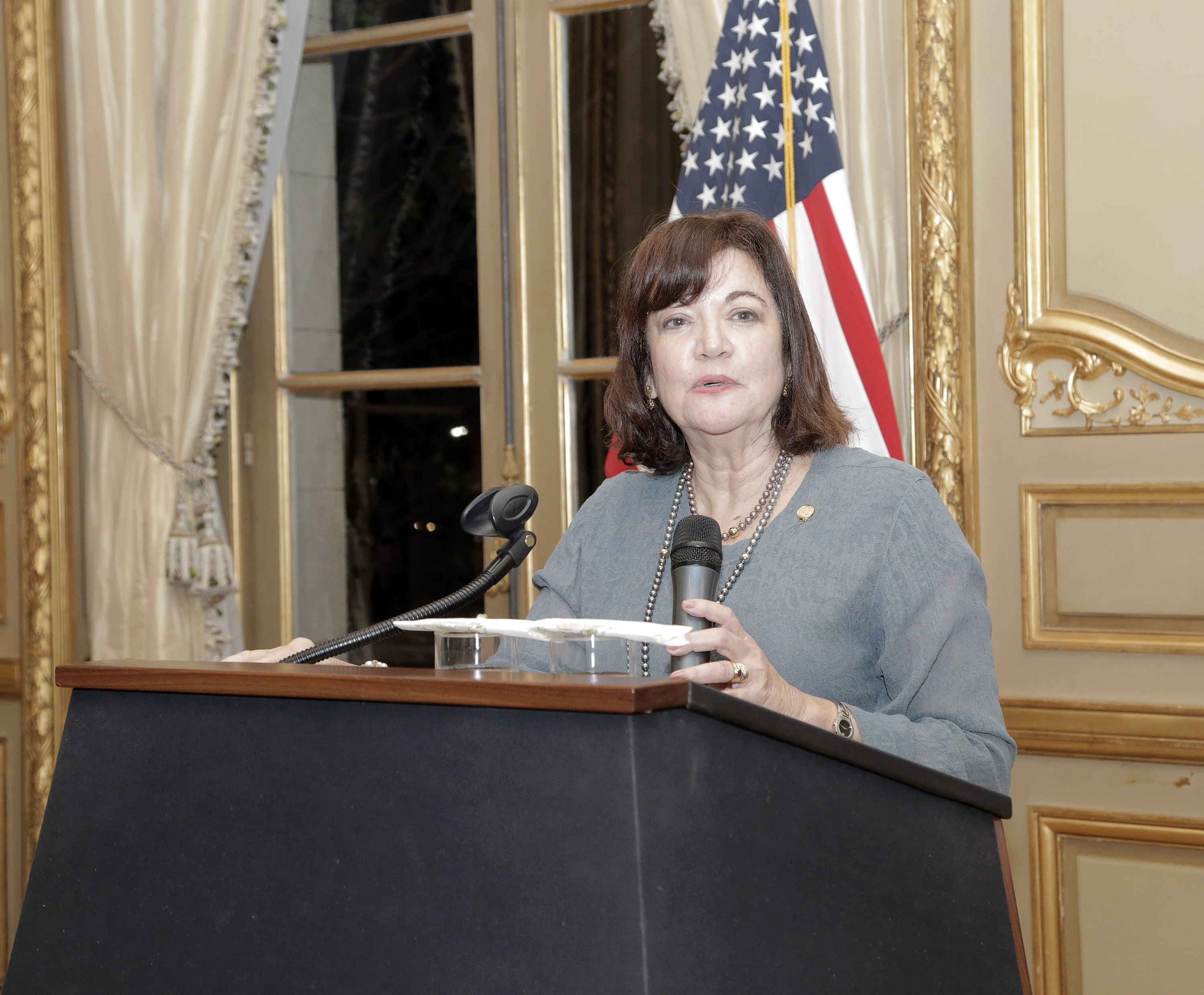
Vanessa Ruiz, présidente de l'AIFJ de 2018 à 2020.

Vanessa Ruiz, présidente de l'association formule cette demande conjointement avec le juge en chef du Qatar Hassan Bin Lahdan Alhassan Almohanadi le 4 mars 2020 à Doha lors de la réunion du Réseau mondial pour l'intégrité judiciaire de l'Office des Nations unies contre les drogues et le crime (UNODC).
Le 28 avril 2021, l'Assemblée générale des Nations unies adopte à l'unanimité la résolution 75/274 visant à déclarer le 10 mars Journée internationale des femmes juges,. Pour Vanessa Ruiz, cette journée est « un symbole puissant qui célébrera les réalisations des femmes juges, fournira un point focal pour éduquer le public et inspirer les jeunes femmes qui aspirent à devenir juges ». 

## Motivations
Dans sa déclaration, Assemblée générale des Nations invoque les raisons justifiant la création de cette journée. 
Elle constate le faible nombre de femmes occupant des fonctions de juge, à tous les niveaux de la magistrature et en particulier dans la haute magistrature. 
Elle s'appuie sur le travail accompli par le Réseau mondial pour l’intégrité de la justice de l’Office des Nations unies contre la drogue et le crime pour qu’il soit tenu compte des questions liées à la représentation des femmes dans les systèmes judiciaires.
Elle rappelle que la participation active des femmes, sur un pied d’égalité avec les hommes, à tous les niveaux des processus de décision est indispensable pour parvenir à l’égalité, au développement durable, à la paix et à la démocratie. 
Elle réaffirme que l’engagement pris de concevoir et de mettre en œuvre des stratégies et des plans nationaux adaptés et efficaces en faveur de la promotion de femmes aux postes de direction, d’encadrement ou autres des systèmes et institutions judiciaires.
Elle rappelle également que l’égalité des genres et l’avancement de toutes les femmes et de toutes les filles contribuent de manière déterminante à la réalisation de l’ensemble des objectifs et cibles de développement durable. La prise en compte systématique des questions de genre dans la mise en œuvre du Programme 2030 est ainsi un élément crucial.

## Célébrations

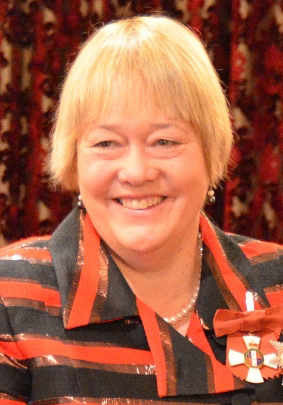
Susan Glazebrook, présidente de l'AIFJ.

La première Journée internationale des femmes juges est célébrée dans plusieurs pays comme le Maroc et par plusieurs organismes dont l'Organisation mondiale de la propriété intellectuelle,.
Pour Susan Glazebrook, présidente de l'AIFJ, « cette journée offre l’occasion de réfléchir aux réalisations passées des femmes juges, mais aussi de cartographier le chemin qu’il nous reste à parcourir pour atteindre nos objectifs de maintien de l’état de droit, de promotion de l’égalité des sexes et d’accès à la justice pour tous ».